# حوزه انتخابیه پنجم میزوری
حوزه انتخابیه پنجم میزوری یک حوزه انتخابیه مجلس نمایندگان آمریکا است که در ایالت میزوری قرار دارد.